# 大島衣恵
大島 衣恵（おおしま きぬえ、1974年8月25日 - ）は、シテ方喜多流の能楽師。広島県福山市在住。喜多流初の女性能楽師。

## 人物
2歳時より祖父の大島久見、父の大島政允に師事。福山市の喜多流大島能楽堂を拠点として、地元での能楽普及啓蒙活動に努めている。比治山大学客員教授。エリザベト音楽大学、広島大学で非常勤講師を歴任。日本国内での演能活動はもとより、海外での公演や能楽指導も行っている。

## 年表
- 1977年 - 「鞍馬天狗」の稚児で初舞台[2]。
- 1993年 - 広島県立福山明王台高等学校卒業[7]。
- 1997年 - 東京藝術大学音楽学部邦楽科卒業[注 1][2]。
- 1998年 - 喜多流では女性で初めて社団法人能楽協会に登録[8]。

## 脚註

### 註釈
1. ↑  小鼓（能楽囃子）専攻。喜多流の専科は存在しない。